# Энергетика Забайкальского края
Энергетика Забайкальского края — сектор экономики региона, обеспечивающий производство, транспортировку и сбыт электрической и тепловой энергии. По состоянию на начало 2019 года, на территории Забайкальского края эксплуатировалось семь крупных тепловых электростанций, а также 23 небольшие дизельных электростанции (ДЭС) и одна солнечная электростанция, общей мощностью 1596,3 МВт. В 2018 году они произвели 7183 млн кВт·ч электроэнергии. В ноябре-декабре 2019 года были введены в эксплуатацию солнечные электростанции «Белей» и «Орловский ГОК» общей мощностью 30 МВт.

## История
Первая электростанция общего пользования на территории Забайкальского края была построена в 1906 году в Чите купцом Поляковым. Станция приводилась в действие двумя локомобилями, её мощность составляла 155 кВт. Эта станция проработала до 1930 года. В 1907 году была пущена электростанция в Сретенске мощностью 48 кВт. К 1914 году общая мощность электростанций в регионе составляла немногим более 1000 кВт, к 1923 году — около 2000 кВт. В 1930 году была пущена Черновская электростанция, заменившая изношенную Читинскую электростанцию. В 1935 году её мощность достигла 5,15 МВт. Черновская станция проработала до 1965 года. В 1933 году была введена в эксплуатацию Холбонская электростанция, предназначенная для энергоснабжения золотодобывающих рудников. К 1941 году мощность этой станции достигла 12 МВт, к 1950 — 22 МВт, к 1961 — 32 МВт. До 1965 года являлась крупнейшей электростанцией Читинской области, демонтирована в 1973 году. В 1935 году вводится в эксплуатацию Букачачинская электростанция мощностью 3 МВт, в 1936 году — Читинская ТЭЦ (ныне Читинская ТЭЦ-2), первоначально её мощность составляла 2,5 МВт. Всего с 1928 по 1937 год общая мощность электростанций Читинской области возросла с 2 МВт до 32,6 МВт, выработка электроэнергии — с 2,8 млн кВт·ч до 118,5 кВт·ч.
В 1956 году пущена Шерловогорская ТЭЦ, в 1961 году — Приаргунская ТЭЦ, каждая мощностью по 24 МВт. В 1960 году энергетика региона объединяется в районное энергетическое управление «Читаэнерго». В 1965 году введена в эксплуатацию первая очередь Читинской ГРЭС (сегодня — Читинская ТЭЦ-1), которая при мощности 50 МВт стала крупнейшей электростанцией Читинской области. К 1973 году станция достигла проектной мощности 520 МВт, в этом же году была пущена Краснокаменская ТЭЦ (ТЭЦ ППГХО). В 1976 году с вводом ВЛ 220 кВ Чита — Улан-Удэ Читинская область была присоединена к Единой энергосистеме страны. В 1976 году было начато строительство Харанорской ГРЭС, возведение станции сильно затянулось, первый энергоблок был пущен лишь в 1995 году, второй — в 2001 году и третий — в 2012 году. В 1980-х годах было начато сооружение третьей очереди Читинской ТЭЦ-1, прекращённое в начале 1990-х. В 2017 году в с. Менза введена в эксплуатацию первая в Забайкальском крае солнечная электростанция, в конце 2019 года — ещё две солнечные электростанции общей мощностью 30 МВт.

## Генерация электроэнергии
По состоянию на начало 2019 года, на территории Забайкальского края эксплуатировались семь крупных тепловых электростанций (Харанорская ГРЭС, Читинская ТЭЦ-1, Читинская ТЭЦ-2, Шерловогорская ТЭЦ, Приаргунская ТЭЦ, ТЭЦ ППГХО и Первомайская ТЭЦ) общей мощностью 1593,8 МВт, а также расположенные в зоне децентрализованного энергоснабжения 23 дизельные электростанции общей мощностью 2,5 МВт и одна солнечная электростанция мощностью 0,2 МВт. Кроме того, в ноябре-декабре 2019 года были введены в эксплуатацию солнечные электростанции «Балей» и «Орловский ГОК» общей мощностью 30 МВт.

### Харанорская ГРЭС
Расположена в посёлке Ясногорск Оловяннинского района. Крупнейшая электростанция Забайкальского края. Паротурбинная электростанция, в качестве топлива использует бурый уголь местного месторождения. Турбоагрегаты станции введены в эксплуатацию в 1995—2012 годах. Установленная электрическая мощность станции — 665 МВт, тепловая мощность — 192,3 Гкал/час. Фактическая выработка электроэнергии в 2018 году — 3491,6 млн кВт·ч (около половины всей выработки электроэнергии в регионе). Оборудование станции включает два турбоагрегата мощностью по 215 МВт и один турбоагрегат мощностью 235 МВт, а также три котлоагрегата. Принадлежит АО «Интер РАО Электрогенерация».

### Читинская ТЭЦ-1
Расположена в г. Чите. Паротурбинная теплоэлектроцентраль, в качестве топлива использует бурый уголь местных месторождений. Турбоагрегаты станции введены в эксплуатацию в 1965—1973 годах. Установленная электрическая мощность станции — 452,8 МВт, тепловая мощность — 845 Гкал/час. Фактическая выработка электроэнергии в 2018 году — 2060,9 млн кВт·ч. Оборудование станции включает в себя шесть турбоагрегатов: два мощностью по 60 МВт, один — 78,8 МВт, один — 80 МВт и два — по 87 МВт. Также имеется 13 котлоагрегатов. Принадлежит ПАО «ТГК-14».

### Читинская ТЭЦ-2
Расположена в г. Чите. Паротурбинная теплоэлектроцентраль, в качестве топлива использует бурый уголь местных месторождений. Турбоагрегаты станции введены в эксплуатацию в 1997—2009 годах, при этом сама станция была пущена в 1936 году (старейшая ныне действующая электростанция региона). Установленная электрическая мощность станции — 12 МВт, тепловая мощность — 67 Гкал/час. Фактическая выработка электроэнергии в 2018 году — 61,4 млн кВт·ч. Оборудование станции включает в себя два турбоагрегата мощностью по 6 МВт, пять котлоагрегатов и два водогрейных котла. Принадлежит ПАО «ТГК-14».

### Шерловогорская ТЭЦ
Расположена в п. Шерловая Гора Борзинского района. Паротурбинная теплоэлектроцентраль, в качестве топлива использует бурый уголь местных месторождений. Турбоагрегат станции введён в эксплуатацию в 1986 году, при этом сама станция работает с 1956 года. Установленная электрическая мощность станции — 12 МВт, тепловая мощность — 55 Гкал/час. Фактическая выработка электроэнергии в 2018 году — 38,4 млн кВт·ч. Оборудование станции включает в себя один турбоагрегат мощностью 12 МВт и четыре котлоагрегата. Принадлежит ПАО «ТГК-14».

### Приаргунская ТЭЦ
Расположена в п. Приаргунск Приаргунского района. Паротурбинная теплоэлектроцентраль, в качестве топлива использует бурый уголь местных месторождений. Турбоагрегаты станции введены в эксплуатацию в 1984—1994 годах, при этом сама станция была пущена в 1961 году. Установленная электрическая мощность станции — 24 МВт, тепловая мощность — 110 Гкал/час. Фактическая выработка электроэнергии в 2018 году — 43,8 млн кВт·ч. Оборудование станции включает в себя два турбоагрегата мощностью по 12 МВт и три котлоагрегата. Принадлежит ПАО «ТГК-14».

### ТЭЦ ППГХО
Также именуется Краснокаменской ТЭЦ. Расположена в г. Краснокаменск Краснокаменского района. Обеспечивает энергоснабжение предприятий Приаргунского производственного горно-химического объединения (ППГХО) и г. Краснокаменска. Паротурбинная теплоэлектроцентраль, в качестве топлива использует бурый уголь местных месторождений. Турбоагрегаты станции введены в эксплуатацию в 1972—1993 годах. Установленная электрическая мощность станции — 410 МВт, тепловая мощность — 805 Гкал/час. Фактическая выработка электроэнергии в 2018 году — 1467 млн кВт·ч. Оборудование станции включает в себя два турбоагрегата мощностью по 50 МВт, два — по 60 МВт, один — 80 МВт и один — 110 МВт, а также 11 котлоагрегатов. Принадлежит АО «Объединенная теплоэнергетическая компания» (входит в госкорпорацию «Росатом»).

### Первомайская ТЭЦ
Расположена в п. Первомайский Шилкинского района. Обеспечивает энергоснабжение Забайкальского горно-обогатительного комбината по добыче редкоземельных металлов. Паротурбинная теплоэлектроцентраль, в качестве топлива использует бурый уголь местных месторождений. Турбоагрегаты станции введены в эксплуатацию в 1962—1974 годах. Установленная электрическая мощность станции — 18 МВт, тепловая мощность — 88 Гкал/час. Фактическая выработка электроэнергии в 2018 году — 13,2 млн кВт·ч. Оборудование станции включает в себя три турбоагрегата мощностью по 6 МВт и шесть котлоагрегатов. Эксплуатируется АО «Забайкальская топливно-энергетическая компания».

### Дизельные электростанции
Дизельные электростанции обеспечивают электроэнергией отдельные небольшие населённые пункты, не подключённые к единой энергосистеме (зона децентрализованного энергоснабжения). Всего эксплуатируются 23 ДЭС общей мощностью 2,5 МВт, которые в 2018 году выработали 7,08 млн кВт·ч электроэнергии. Почти все из них находятся в муниципальной собственности. крупнейшие из них расположены в с. Тупик (2×400 кВт), с. Тунгокочен (3×100 кВт), с. Кактолга (200 кВт).

### Солнечные электростанции
С 2017 года в с. Менза (зона децентрализованного энергоснабжения) эксплуатируется комбинированная энергоустановка, включающая дизельную электростанцию общей мощностью 400 кВт, солнечную электростанцию мощностью 200 кВт и накопитель энергии на основе аккумуляторных батарей. В ноябре-декабре 2019 года введены в эксплуатацию находящиеся в зоне централизованного энергоснабжения солнечные электростанции «Балей» и «Орловский ГОК», мощностью по 15 МВт каждая, принадлежащие ООО «Солнечная Генерация». Ведётся строительство Читинской СЭС и Черновской СЭС проектной мощностью по 35 МВт каждая, с планируемыми вводами в 2021—2022 годах.

## Потребление электроэнергии
Потребление электроэнергии в Забайкальском крае в 2018 году составило 7960,5 млн кВт·ч, максимум нагрузки — 1296 МВт. Таким образом, Забайкальский край является сбалансированным (с небольшим запасом) регионом по мощности и энергодефицитным регионом по электроэнергии, что компенсируется перетоками из Бурятии и Амурской области. В структуре потребления электроэнергии в регионе по состоянию на 2018 год лидируют транспорт и связь (39,3 %), добыча полезных ископаемых (14,3 %) и население (11,1 %). Крупнейшие потребители электроэнергии в Забайкальском крае по состоянию на 2018 год — ОАО «РЖД» (3082 млн кВт·ч) и ПАО «ППГХО» (558 млн кВт·ч). Функции гарантирующего поставщика электроэнергии выполняет АО «Читаэнергосбыт».

## Электросетевой комплекс
Энергосистема Забайкальского края входит в ЕЭС России, являясь частью Объединённой энергосистемы Сибири, находится в операционной зоне филиала АО «СО ЕЭС» — «Региональное диспетчерское управление энергосистемы Забайкальского края». Связана с энергосистемами Бурятии по пяти ВЛ 220 кВ и двум ВЛ 110 кВ, с энергосистемой Амурской области — по трём ВЛ 220 кВ, с энергосистемой Монголии — по двум ВЛ 10 кВ (переток в энергосистему Монголии в 2018 году — 55 млн кВт·ч). Общая протяженность линий электропередачи напряжением 110 кВ и выше в Забайкальском крае по состоянию на 2018 год составляет 8921 км (по цепям), в том числе ВЛ 500 кВ (включены на 220 кВ) — 382 км, ВЛ 220 кВ — 4803 км, ВЛ 110 кВ — 3736 км. Большинство электрических сетей напряжением 110 кВ и выше эксплуатируются компаниями, входящими в холдинг «Россети».

## Теплоснабжение
Теплоснабжение в Забайкальском крае обеспечивают более 1200 различных источников общей тепловой мощностью 8065 Гкал/ч. Это крупные тепловые электростанции общей тепловой мощностью 2600 Гкал/ч, а также большое количество муниципальных котельных, на которые и приходится большая часть тепловой мощности (5465 Гкал/ч). Отпуск тепловой энергии в 2018 году составил 13662 тыс. Гкал, в том числе крупные тепловые электростанции — 5074 тыс. Гкал, котельные — 8368 тыс. Гкал. Общая протяжённость тепловых сетей — 2022 км.